# Frankfurt Universe
Frankfurt Universe – niemiecki klub futbolu amerykańskiego z Frankfurtu nad Menem. Założony został w 2007 roku, gra w German Football League.  Klub został założony przez kibiców nieistniejącej  drużyny Frankfurt Galaxy.

## Sukcesy

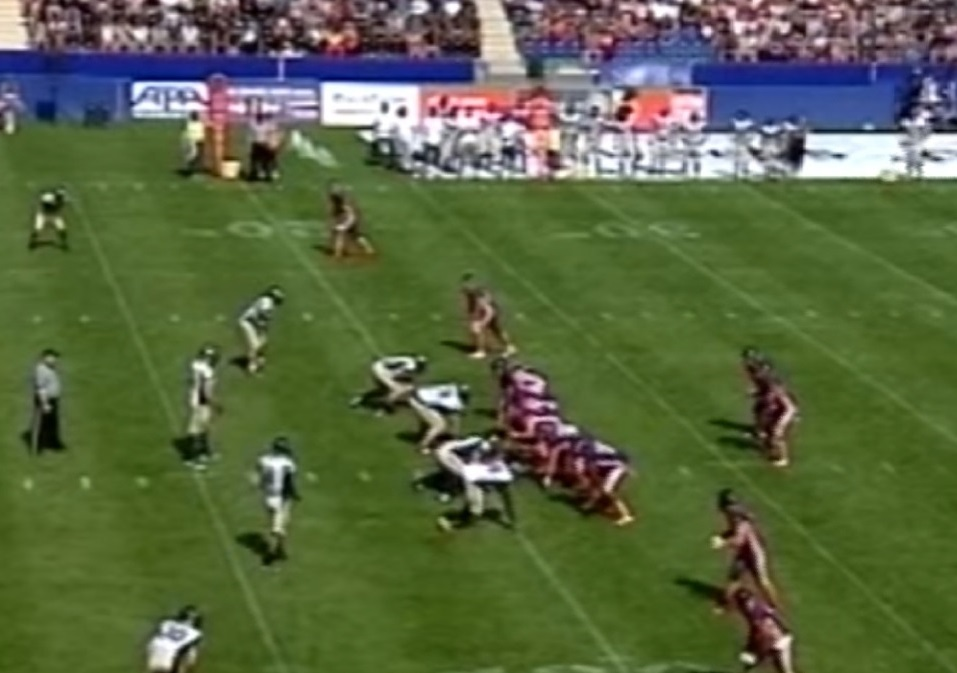
Frankfurt Universe vs. Nürnberg Rams 2015

- EFL Bowl – 2016

- Mistrz GFL 2 Süd – 2015